# 勐海灌树蛙
勐海灌树蛙（学名：Raorchestes hillisi）于中国云南省勐海县西定乡发现的一种两栖动物，隶属于树蛙科灌树蛙属。种加词取自美国进化生物学家戴维·M·希利斯（David M. Hillis）的姓氏，以感谢其对进化生物学研究的贡献。

## 形态特征
勐海灌树蛙体型小，雄蛙体长15.9～17.7毫米，雌蛙体长17.5毫米左右。身体背部皮肤光滑，呈棕色，胯部具有一对明显的深棕色斑点；腹面为灰白色，布满较大而扁平的白色疣粒。

## 保护
本种于2023年被收录入《有重要生态、科学、社会价值的陆生野生动物名录》。